# 学校法人ワタナベ学園
学校法人ワタナベ学園（がっこうほうじんわたなべがくえん）は、埼玉県吉川市保1-21-7にある日本の学校法人である。

## 概要
- 埼玉県吉川市に学校法人の本部がある。現在、埼玉県内に幼稚園4園・専門学校3校、茨城県に幼稚園1園を擁しており、同学校法人の運営している幼稚園6園全ては、保育専門学校の附属幼稚園として位置づけられている。学校法人の本部には「教育研修センター」が設置されている。

## 沿革
- 1964年4月　埼玉県知事により、吉川幼稚園（現在の越谷保育専門学校附属吉川幼稚園）が認可される。
- 1969年 越谷保育専門学校が設立されると同時に、学校法人も誕生する。
- 1972年 高松幼稚園が設置認可される[1]
- 1973年3月 ワタナベ学園調理師専門学校が設置される。
- 1973年11月 越谷保育専門学校附属幼稚園、越谷保育専門学校附属みさと団地幼稚園の設置が認可される。
- 1976年 戸頭幼稚園が設置される。
- 1977年 霞ヶ関幼稚園が設置される。
- 1978年 柏ひがし幼稚園が設置される。
- 1983年 千葉福祉専門学校が設置される。
- 1984年 埼玉社会体育専門学校（2000年 埼玉東洋医療専門学校に改称）が設置される。
- 2009年 千葉福祉専門学校 閉校

## 設置校
- 吉川福祉専門学校
- 越谷保育専門学校
- 越谷保育専門学校附属吉川幼稚園
- 越谷さくらの森越谷保育専門学校附属幼稚園
- 越谷さくらの森越谷保育専門学校附属城の上保育園
- 霞ヶ関幼稚園
- みさとさくらの森越谷保育専門学校附属みさと団地幼稚園
- みさとさくらの森越谷保育専門学校附属みさと団地保育園
- 柏ひがし幼稚園
- 戸頭さくらの森戸頭幼稚園
- 戸頭さくらの森戸頭さくら保育園

## 旧設置校
- 千葉福祉専門学校

## 不祥事
越谷保育専門学校で2000年、2001年度に必修科目の一部を受講しなかったり、受講時間が足らなかった学生合計188人に不正に履修単位を与えて卒業させ、幼稚園2種免許や保育しを取得させていたことが、2002年5月、文部科学省から指定を受けて同校を指導する埼玉大学への内部告発で発覚、2003年3月に当時の理事長は辞任した。その後この事実は、2003年7月13日にマスコミに報道された。さらに同校では1991年度から2002年度にかけて、必要な科目が未修了の生徒に対する卒業を認め、幼稚園教諭免許や保育士資格を与えていた問題が2005年11月18日に発覚し、その数は1000人を超えていたことが判明した。